# Wesley Pentz

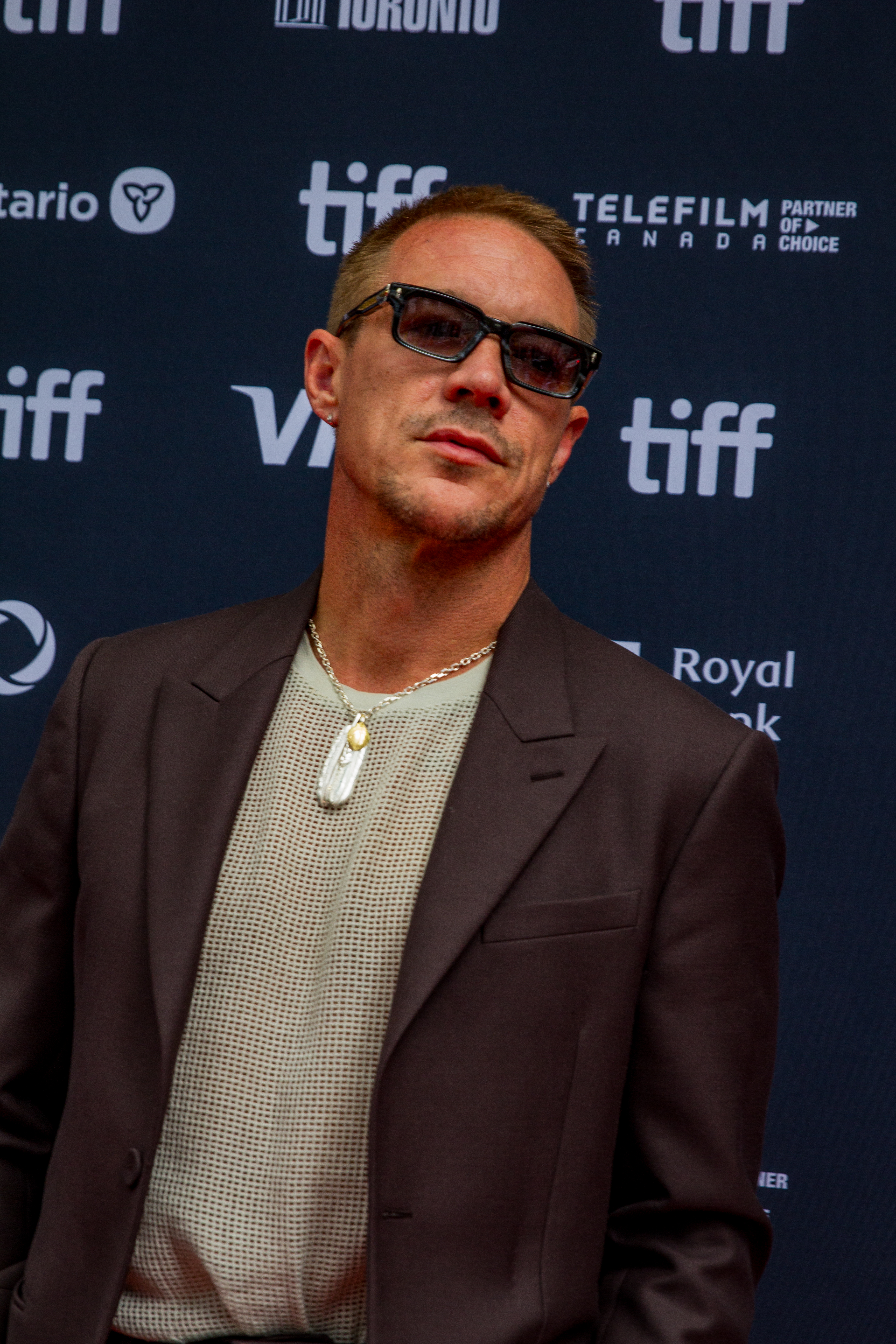
Wesley Pentz (2024)

Thomas Wesley Pentz (* 10. November 1978 in Tupelo, Mississippi) ist ein US-amerikanischer Musiker und DJ im Bereich der Elektronischen Musik, des Hip-Hops sowie des Baile Funks, der unter dem Künstlernamen Diplo sein erstes Album bei Big Dada Recordings im Jahr 2004 veröffentlicht hat. Weitere Pseudonyme von ihm sind Diplodocus, Wes Gully und Wes Diplo, zudem ist er durch die Musikprojekte Major Lazer und Jack Ü bekannt.

## Leben
Pentz wuchs in Florida auf und lebt derzeit in Philadelphia, wo er 2003 ein Filmstudium an der Temple University absolvierte.
Erstmals einer breiteren Öffentlichkeit bekannt wurde er als Teil des DJ-Duos „Hollertronix“, welches „Southern“ und „Eastern“ Rap-Musik in Clubs auflegte, und für humorvolle Mixtapes bekannt war.
Sein erstes Album „Florida“ setzt sich zu einem großen Teil aus Samples von Platten zusammen, auf welche er bei seiner Arbeit als DJ gestoßen ist.
In einem Interview mit BBC im September 2004 bezeichnet er seinen Stil als „durchwegs Hip-Hop“, woran er jedoch „viele verschiedene Dinge ausprobiert“ („It’s really hip-hop music but I’m trying out lots of different things“). „Die Sachen auf dem Album sind diejenigen, die funktionierten. Jeder Song ist ein anderer Stil“, erzählt er weiter („The things on the record are the ones that worked. Every track is a different style.“). So wird zum Beispiel der „Diplo Rhythm“, welchen er auch als Single veröffentlichte, dem Grime zugeschrieben.
Ein weiterer Titel auf seinem Album „Florida“, der nach Eigenaussage auf Grund des psychedelischen Rocks, den rückwärts abgespielten Gitarrensounds, dem „süßen Gesang“ der Gastsängerin Martina Topley-Bird, der „boomenden 808 drum“ und der „dreckigen south stutter drum“ auch „ein bisschen von ihm selbst“ in sich trägt, ist „Into The Sun“, wie er ebenfalls im BBC-Interview von sich gibt („I’m really happy with that song. It has a bit of me in it: psychedelic rock, guitars turned all backwards, really lush music, a booming 808 drum and a dirty south stutter drum. And her vocals are so sweet on the top of it.“).
Weitere Stilrichtungen, denen Diplos Musik zugeschrieben wird, sind die Hip-Hop-nahen Genres Crunk, Dirty South und Bass Music. Auch Einflüsse des Baile Funk sind in seinen Veröffentlichungen zu erkennen, von welchem er viel in seinen Brasilien-Reisen als DJ beeinflusst wurde. Während einige dieser Stilmittel bis heute erhalten blieben, ist Diplo zunehmend in unterschiedlichen weiteren Genres zu finden.
Die britische Rapperin M. I. A. wurde 2004 auf ihn aufmerksam, als sie ihn bei einem Auftritt in einem Club hörte. Dort spielte er zwei ihrer Lieder in einer Remix-Form. Sie kam daraufhin in Kontakt mit ihm und sie arbeiteten im Studio gemeinsam an ihrem kommenden Album. Zudem begleitete er sie auf ihrer Tour als DJ. Durch sie lernte er später den DJ und Produzenten Switch kennen, mit dem er erst den Grammy-nominierten Track Paper Planes produzierte und später das Projekt „Major Lazer“ gründete.
2005 gründete er das Plattenlabel „Mad Decent“, mit dem er sich insbesondere in den Genres Moombahton und Dancehall aufhielt. Weiterhin entwickelten sich die Stile in Richtung Trap und Electro-House. Unter Vertrag stehen dort unter anderem Musiker wie Dillon Francis, Sean Paul oder Ookay. Am meisten Aufmerksamkeit erhielt das Label im Jahr 2012 durch die Veröffentlichung von Baauers Viral-Hit Harlem Shake.
Außerdem arbeitete Diplo zusammen mit dem Hip Hopper Yelawolf, der aktuell unter Shady Records unter Vertrag steht an dessen Album.
2010 erschien weiterhin der 2007 in Brasilien gedrehte Dokumentarfilm „Favela On Blast“ von Wesley Pentz und Leandro HBL.
Mit seinem 2008 gegründeten Projekt „Major Lazer“ feierte er im Laufe der 2010er weltweiten Erfolg. Zum einen setzte sich Watch Out For This (Bumaye) sehr stark in der immer weiter anwachsenden Festival-Szene durch, zum anderen feierte er mit der Single Lean On einen der Sommer-Hits des Jahres 2015. Das Lied wurde gemeinsam mit DJ Snake und MØ produziert und verkaufte sich über 7 Millionen Mal. Weitere Lieder wie Light It Up mit Nyla und Fuse ODG sowie Cold Water mit Justin Bieber und MØ schlossen an den Erfolg an.
Am 5. September 2013 debütierte Diplo gemeinsam mit Skrillex bei der Mad Decent Block Party in San Diego mit ihrem gemeinsamen Projekt Jack Ü. Am 27. Februar 2015 erschien ihr gemeinsames Debüt-Album. Darauf waren Kooperationen mit unter anderem 2 Chainz, Kiesza, Justin Bieber, AlunaGeorge und Missy Elliott zu finden. Where Are Ü Now, die gemeinsam mit Justin Bieber aufgenommen wurde, entwickelte sich zu einem Welthit und erreichte neben hohen Chartplatzierungen, auch eine Nominierung für einen Grammy für das Jahr 2016. Diesen gewannen sie, dazu erhielten sie einen weiteren in der Kategorie "Best Dance Album".
Im Herbst 2015 veröffentlichte er gemeinsam mit dem kanadischen DJ und Produzenten Sleepy Tom und Sängerin Priscilla Renea das Lied Be Right There. Die Future-House-Produktion basiert auf dem Lied Don’t Walk Away der US-amerikanischen Girlgroup Jade. Neben Platz 69 in Deutschland konnte das Stück bis auf Nummer 7 in Schottland und Nummer 8 in Großbritannien vorrücken. Im Sommer 2016 stellte er gemeinsam mit Dimitri Vegas & Like Mike seine nach der nie erschienenen Destruction aus dem Jahr 2013 und der 2014 veröffentlichten Eparrei, nun dritte Kollaboration mit den belgischen Brüdern. Das Lied trägt den Titel Hey Baby und sollte ursprünglich als Major-Lazer-Produktion erscheinen. Nach Veröffentlichung Ende Oktober 2016 rückte die Nummer in die deutschen und belgischen Single-Charts vor.
Seit Mitte 2016 arbeitet er mit dem Songwriter Anirudh Ravichander zusammen.
2018 gründete Diplo zusammen mit der australischen Singer-Songwriterin Sia und dem britischen Dance-/Grime-Sänger, Rapper und R&B-Musiker Labrinth die Supergroup LSD.
Wesley Pentz hat drei Söhne.
2019 war er in der "A Madame X Tour Announcement" von Madonna zu sehen. Dort spielte er einen Cowboy.

## Diskografie
Studioalben

| Jahr      | Titel Musiklabel                                                       | Höchstplatzierung, Gesamtwochen, AuszeichnungChartplatzierungen (Jahr, Titel, Musiklabel, Platzierungen, Wochen, Auszeichnungen, Anmerkungen) | Höchstplatzierung, Gesamtwochen, AuszeichnungChartplatzierungen (Jahr, Titel, Musiklabel, Platzierungen, Wochen, Auszeichnungen, Anmerkungen) | Höchstplatzierung, Gesamtwochen, AuszeichnungChartplatzierungen (Jahr, Titel, Musiklabel, Platzierungen, Wochen, Auszeichnungen, Anmerkungen) | Höchstplatzierung, Gesamtwochen, AuszeichnungChartplatzierungen (Jahr, Titel, Musiklabel, Platzierungen, Wochen, Auszeichnungen, Anmerkungen) | Höchstplatzierung, Gesamtwochen, AuszeichnungChartplatzierungen (Jahr, Titel, Musiklabel, Platzierungen, Wochen, Auszeichnungen, Anmerkungen) | Anmerkungen                                                       |
| Jahr      | Titel Musiklabel                                                       | DE | AT | CH | UK | US | Anmerkungen                                                       |
| --------- | ---------------------------------------------------------------------- | --- | --- | --- | --- | --- | ----------------------------------------------------------------- |
| als Diplo |                                                                        | | | | | |                                                                   |
|           |                                                                        | | | | | |                                                                   |
| 2002      | Sound and Fury Selbstverlag                                            | — | — | — | — | — | Erstveröffentlichung: 2002 nicht mehr erhältlich                  |
| 2004      | Florida Big Dada Recordings                                            | — | — | — | — | — | Erstveröffentlichung: 21. September 2004                          |
| 2012      | Express Yourself Mad Decent                                            | — | — | — | — | US197 (1 Wo.)US | Erstveröffentlichung: 12. Juni 2012 teils auch als EP beschrieben |
| 2014      | Random White Dude Be Everywhere Mad Decent (Because Music)             | — | — | — | — | US155 (1 Wo.)US | Erstveröffentlichung: 29. Juli 2014                               |
| 2020      | Diplo Presents Thomas Wesley, Chapter 1: Snake Oil Mad Decent (SME)    | — | — | — | — | US50 Platin · (25 Wo.)US | Erstveröffentlichung: 29. Mai 2020 Verkäufe: + 1.087.500          |
| 2020      | MMXX Higher Ground                                                     | — | — | — | — | — | Erstveröffentlichung: 4. September 2020                           |
| 2022      | Diplo Mad Decent (SME)                                                 | — | — | — | — | — | Erstveröffentlichung: 4. März 2022                                |
| 2023      | Diplo Presents Thomas Wesley, Chapter 2: Swamp Savant Mad Decent (SME) | — | — | — | — | — | Erstveröffentlichung: 28. Juli 2023                               |